# Hakan Salt
Hakan Salt (* 8. September 2000) ist ein türkischer Eishockeyspieler, der seit 2016 bei Cheyenne Stampede in der Western States Hockey League unter Vertrag steht. Sein älterer Bruder Kaan ist ebenfalls türkischer Eishockeynationalspieler.

## Karriere
Hakan Salt begann seine Karriere als Eishockeyspieler beim Boğaziçi Paten Kulübü, für den er 2014 sein Debüt in der zweiten türkischen Liga gab. 2015 wechselte er zum Zeytinburnu Belediye SK in die türkische Superliga, mit dem er 2016 türkischer Meister. Von dort wagte er 2016 den Sprung über den Großen Teich und spielt seither für Cheyenne Stampede in der Western States Hockey League, einer US-amerikanischen Nachwuchsliga.

### International
Für die Türkei nahm Salt im Juniorenbereich an den U18-Weltmeisterschaften 2015 und 2016 sowie an den U20-Weltmeisterschaften 2016 und 2017, als er als zweitbester Torschütze nach dem Chinesen Rudi Ying und drittbester Scorer nach Ying und dessen Landsmann Ou Li maßgeblich zum Aufstieg in die Division II beitrug, jeweils in der Division III teil. 
Mit der Herren-Nationalmannschaft spielte er erstmals bei der Weltmeisterschaft der Division III 2016, wobei der Aufstieg in die Division II gelang.

## Erfolge und Auszeichnungen
- 2015 Aufstieg in die Division III, Gruppe A, bei der U18-Weltmeisterschaft der Division III, Gruppe B
- 2016 Türkischer Meister mit dem Zeytinburnu Belediye SK
- 2016 Aufstieg in die Division II, Gruppe B, bei der Weltmeisterschaft der Division III
- 2017 Aufstieg in die Division II, Gruppe B, bei der U20-Weltmeisterschaft der Division III